# Anderson Porozo
Anderson Porozo (Esmeraldas, Ecuador, 23 de abril de 1993) es un futbolista ecuatoriano que juega como delantero.

## Clubes
| Club                   | País    | Año  |
| ---------------------- | ------- | ---- |
| Academia Alfaro Moreno | Ecuador | 2012 |
| U.S. Boulogne          | Francia | 2012 |
| Academia Alfaro Moreno | Ecuador | 2013 |
| Lille                  | Francia | 2013 |
| Toreros F.C.           | Ecuador | 2014 |
| Macará                 | Ecuador | 2019 |